# Waja
Waja est une ville du nord de l'Éthiopie, située dans la zone Debubawi du Tigré. Elle se trouve à 12° 17′ N, 39° 36′ E et à 1 471 mètres d'altitude.